# فرودگاه فلایینگ تی رانچ
فرودگاه فلایینگ تی رانچ (به انگلیسی: Flying T Ranch Airport) یک فرودگاه خصوصی است که یک باند فرود چمن دارد و طول باند آن ۷۹۲ متر است. این فرودگاه در کشور ایالات متحده آمریکا قرار دارد و در ارتفاع ۱۳۲۲ متری از سطح دریا واقع شده است.